# Sebastian Hülk

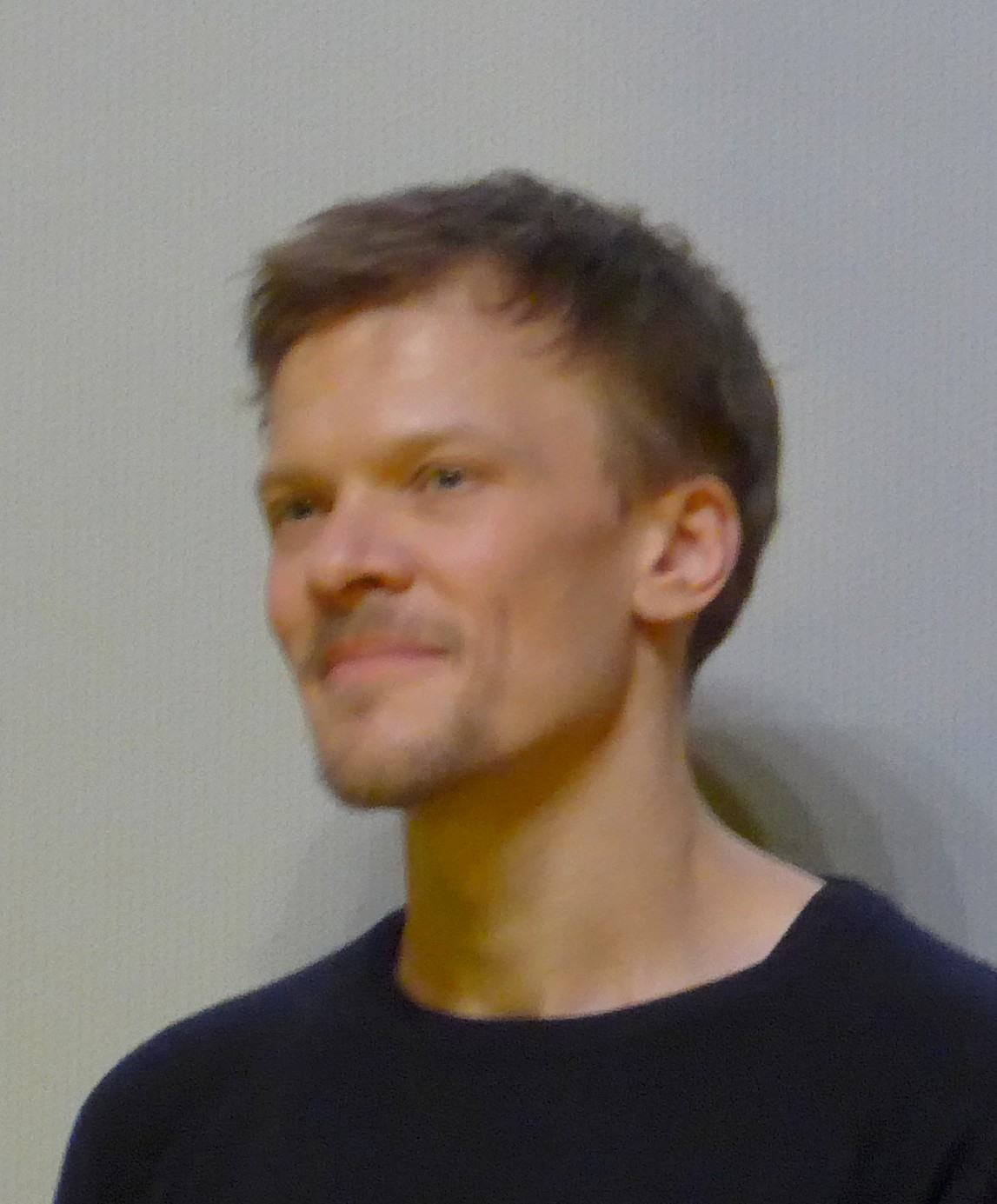
Sebastian Hülk auf der Berlinale 2016

Sebastian Hülk (* 10. Januar 1975 in Bottrop) ist ein deutscher Schauspieler.

## Leben

### Ausbildung und Theater
Hülk erhielt zunächst von 1980 bis 1994 eine klassische Geigenausbildung. Von 2000 bis 2004 absolvierte er ein Schauspielstudium an der Hochschule für Film und Fernsehen „Konrad Wolf“ in Potsdam-Babelsberg. Bereits während seiner Ausbildung in der Medienstadt Babelsberg spielte er an der Berliner Vaganten Bühne und an der Studiobühne des Maxim Gorki Theaters.

### Persönliches
Hülk lebt in Berlin.

## Wirken
Von 2005 bis 2007 war Hülk festes Ensemblemitglied am Staatstheater Kassel. Dort trat er u. a. als Brad Majors in dem Musical The Rocky Horror Show (2005), als Ben in Verlorenes Paradies von Clifford Odets (2005; Regie: Karin Neuhäuser), als Spiegelberg in Die Räuber (2006), in der Titelrolle von Liliom (2006), als Kreon in Antigone (2006), als Aaron in Die Schändung von Botho Strauß (2007) und als Mercutio in Romeo und Julia (2007) auf. 2005 spielte Hülk in Kassel den Tricky in der deutschen Erstaufführung von Dejan Dukovskis Theaterstück Die andere Seite, bei der Gustav Rueb Regie führte. In der Spielzeit 2005/06 wurde er mit dem Nachwuchspreis des Staatstheaters Kassel ausgezeichnet.
In der Spielzeit 2007/08 übernahm er am Opernhaus Zürich die Rolle des Sprechers in einer Peer Gynt-Ballettproduktion (Choreographie: Heinz Spoerli). In der Spielzeit 2010/11 gastierte er am Staatstheater Hannover als Komtur, Don Carlos, Bauer Pierrot und Bauernmädchen Mathurine in Don Juan von Molière in einer Inszenierung von Sebastian Schug. Von 2011 bis 2013 war er der Sprecher in Spoerlis Peer Gynt-Produktion beim Staatsballett Berlin.

### Film und Fernsehen
Hülk arbeitet seit 2003 auch für das Fernsehen und den Film. Er wirkte in zahlreichen deutschen und internationalen Filmproduktionen mit. In internationalen Kinoproduktionen spielte er meist prägnante Nebenrollen. Häufig wurde er dabei auf die Rolle des Bösewichts festgelegt.
Sein Fernsehdebüt gab er 2003 mit einer Nebenrolle als Jugendlicher in der ARD-Erfolgsserie Berlin, Berlin. Es folgten Nebenrollen in Die letzte Schlacht (2005; als Leutnant der Reichsluftfahrt), später dann in Inglourious Basterds (2009; als Fahrer des SS-Sturmbannführers Hellstrom) und Die Päpstin (2009; als Gesandter des Bischofs von Dorstadt).
In dem mehrfach ausgezeichneten Spielfilm Ghetto (2006) hatte er die Hauptrolle des SS-Obersturmführers Bruno Kittel; er verkörperte einen kunstliebenden, aber auch sadistisch veranlagten Offizier. In dem Kinofilm Das weiße Band – Eine deutsche Kindergeschichte (2009) spielte er Max, den Sohn des Bauern. In der Literaturverfilmung Boxhagener Platz (2010) übernahm er die Nebenrolle des Oberleutnants Kringe; er spielte einen Offizier der DDR-Kriminalpolizei.
Weitere Kino-Nebenrollen hatte er in der Folgezeit in dem Roadmovie Wer ist Hanna? (2011; als Titch), in dem Holocaust-Drama Die verlorene Zeit (2011; als SS-Wachmann am Tor), in Steven Spielbergs Kriegsdrama Gefährten (2011; als deutscher Offizier), in dem Action- und Fantasyfilm Hänsel und Gretel: Hexenjäger (2013; als Deputy), Die Bücherdiebin (2013; als Agent der Gestapo) und Lauf Junge lauf (2013, als SS-Mann) und Hitman: Agent 47 (2015; als Garad). In dem österreichischen Spielfilm Amour fou (2014) spielte er Heinrich von Kleists Freund Pfuehl.
Dazwischen hatte er Hauptrollen und prägnante Nebenrollen in deutschsprachigen Film- und Fernsehproduktionen. In der ZDF-Fernsehreihe Ein starkes Team war er 2011 in der Episode Blutsschwestern als tatverdächtiger Automechaniker Henning Gehrcke zu sehen. In dem Kinofilm Wir wollten aufs Meer (2012) spielte er die Rolle von Schönherrs Mithäftling Burkhart. In dem zweiteiligen Fernsehfilm Die Pilgerin (2014) war er Rigobert Gürtler, der uneheliche Sohn des Geschäftsmanns Veit Gürtler. In dem ZDF-Fernsehfilm Dina Foxx – Tödlicher Kontakt (2014) spielte er Falk Peters, den Anführer einer Gruppe von Bioaktivisten, die sich gegen die Markteinführung von genmanipuliertem Gemüse zur Wehr setzen. Im Februar 2016 war Hülk in dem ARD-Fernsehfilm Kommissarin Louise Bonì – Jäger in der Nacht in einer Nebenrolle zu sehen; er spielte den Polizeiermittler Andi Bruckner. Im Tatort: Der treue Roy, dem dritten Fall des Ermittlerduos Lessing und Dorn, war er im April 2016 in einer Nebenrolle als Frank Voigt zu sehen; er war der tatverdächtige Kumpel des Stahlarbeiters Karsten „Flamingo“ Schmöller (Thomas Wodianka). Im Polizeiruf 110: Wölfe (2016) verkörperte er den zu den Ermittlungen hinzugezogenen Münchner Zoologen Dr. Wiesinger, der sich schließlich als „singender Killer“ zu erkennen gibt. In dem ZDF-Fernsehfilm Lotte Jäger und das tote Mädchen, der im September 2016 erstausgestrahlt wurde, hatte er eine Hauptrolle als Kurt Schaake; er spielte einen Polizeiermittler einer auf Altfälle spezialisierten Mordkommission in Potsdam. Die Rolle des Polizeiermittlers Kurt Schaake verkörperte Hülk auch in dem ZDF-Fernsehfilm Lotte Jäger und die Tote im Dorf, der im September 2018 erstausgestrahlt wurde.
In der ARD-Fernsehreihe Über die Grenze über Verbrechen im deutsch-französischen Grenzgebiet, deren Ausstrahlung im Dezember 2017 begann, verkörperte er den Verbrecher und Geiselgangster Danne Marquard. In der ZDF-Krimireihe Marie Brand war er in dem Film Marie Brand und der Duft des Todes (Erstausstrahlung: März 2018) der Sicherheitsbeauftragte Jürgen Wegert, der die Geldübergabe übernimmt. Im Kölner Tatort: Mitgehangen, der ebenfalls im März 2018 erstausgestrahlt wurde, spielte er Otto Ziemer, den langjährigen, fast schon zur Familie gehörenden Mitarbeiter einer Reifengroßhandlung, bei dem die Frau des Inhabers Halt sucht. In der ZDF-Krimireihe Ein starkes Team verkörperte er im Fernsehfilm Erntedank (Erstausstrahlung: März 2019) den vorbestraften, eben aus der Haft entlassenen Sohn eines getöteten Ex-Kommissars, der unter Verdacht gerät, seinen eigenen Vater ermordet zu haben.
Hülk wirkte außerdem in Episodenrollen und Gastrollen in zahlreichen Fernsehserien mit, u. a. in Mein Leben & Ich (2003; als Hotte), SOKO Köln (2010; als ehemaliger Kölner Gymnasiast und notorischer Schulschläger Toni Marek), Der Kriminalist (2011; als psychopathischer Geiselnehmer Leander Kantowski), Klinik am Alex (2012), Josephine Klick – Allein unter Cops (2014), Crossing Lines (2014), SOKO Leipzig (2014; in einer Hauptrolle als unter Medikamenteneinfluss stehender Tatverdächtiger Thomas Witke), Notruf Hafenkante (2015), Schuld nach Ferdinand von Schirach (2015; als Kriminaltechniker Andreas Markesch) und Küstenwache (2015; als Peter Momsen, der Mitinhaber eines Yachthandels). Im Dezember 2015 war Hülk in der ZDF-Serie SOKO Wismar in einer Episodenhauptrolle zu sehen; er spielte Jürgen Wiegand, den früheren Geschäftsführer einer Mobilfunkfirma und dringend tatverdächtigen ehemaligen Geschäftspartner des Toten. Im Februar 2016 war Hülk in der ZDF-Krimiserie Der Staatsanwalt erneut in einer Episodenhauptrolle zu sehen; er spielte Michael Freitag, den Lebensgefährten eines ermordeten Privatdetektivs.
In der US-amerikanischen Fernsehserie Homeland (2015) spielte er in der 5. Staffel den BND-Ermittler Hans Podolski.
Eine größere Nebenrolle in einer US-amerikanischen Produktion spielte Hülk in Red Sparrow (2018), wo er in der Rolle des russischen Auftragsmörders Matorin an der Seite von Jennifer Lawrence zu sehen war. In der ab Mai 2021 erstmals auf Das Erste ausgestrahlten Krimireihe Der Masuren-Krimi spielt Hülk, an der Seite von Claudia Eisinger und Karolina Lodyga, den charmanten Dorfpolizisten Leon Pawlak.

## Filmografie (Auswahl)
- 2003: Berlin, Berlin (Fernsehserie, Folge: Kairo)
- 2003: Mein Leben & Ich (Fernsehserie, Folge: Die Parkplatz-Pleite)
- 2004: SOKO Köln (Fernsehserie, Folge: Familienbande)
- 2005: Die letzte Schlacht (Fernsehfilm)
- 2006: Ghetto (Kinofilm)
- 2009: Inglourious Basterds (Kinofilm)
- 2009: Das weiße Band – Eine deutsche Kindergeschichte (Kinofilm)
- 2009: Die Päpstin (Kinofilm)
- 2010: SOKO Köln (Fernsehserie, Folge: Geister der Vergangenheit)
- 2010: Boxhagener Platz (Kinofilm)
- 2011: Ein starkes Team – Blutsschwestern (Fernsehreihe)
- 2011: Wer ist Hanna? (Hanna, Kinofilm)
- 2011: Die verlorene Zeit (Kinofilm)
- 2011: Gefährten (War Horse, Kinofilm)
- 2011: Der Kriminalist (Fernsehserie, Folge: Unter Druck)
- 2012: Klinik am Alex (Fernsehserie, Folge: Anders als Du denkst)
- 2012: Wir wollten aufs Meer (Kinofilm)
- 2013: Hänsel und Gretel: Hexenjäger (Hansel & Gretel: Witch Hunters, Kinofilm)
- 2013: Oktober November (Kinofilm)
- 2013: Die Bücherdiebin (The Book Thief, Kinofilm)
- 2013: Lauf Junge lauf (Kinofilm)
- 2014: Josephine Klick – Allein unter Cops (Fernsehserie, Folge: Feuerwehr)
- 2014: Die Pilgerin (Fernsehfilm)
- 2014: Amour fou (Kinofilm)
- 2014: Crossing Lines (Fernsehserie, Folge: Home Is Where the Heart Is)
- 2014: SOKO Leipzig (Fernsehserie, Folge: Besessen)
- 2014: Dina Foxx – Tödlicher Kontakt (Fernsehfilm)
- 2015: Notruf Hafenkante (Fernsehserie; Folge: Der Kuss der Spinne)
- 2015: Schuld nach Ferdinand von Schirach (Fernsehreihe; Folge: Volksfest)
- 2015: Der Kriminalist (Fernsehserie, Folge: Der Spieler)
- 2015: Hitman: Agent 47 (Kinofilm)
- 2015: Küstenwache (Fernsehserie; Folge: Passage ins Nirgendwo)
- 2015: Homeland (Fernsehserie, Seriennebenrolle)
- 2015: SOKO Wismar (Fernsehserie, Folge: Feindliche Übernahme)
- 2016: Operation Zucker: Jagdgesellschaft (Fernsehfilm)
- 2016: Der Staatsanwalt (Fernsehserie, Folge: Verfahrensfehler)
- 2016: Kommissarin Louise Bonì – Jäger in der Nacht (Fernsehfilm)
- 2016: Auf einmal (Kinofilm)
- 2016: Tatort – Der treue Roy (Fernsehreihe)
- 2016: Alarm für Cobra 11 – Die Autobahnpolizei (Fernsehserie, Folge: Auf den Spuren meines Vaters)
- 2016: Polizeiruf 110: Wölfe (Fernsehreihe)
- 2016: Lotte Jäger und das tote Mädchen (Fernsehfilm)
- 2016: Tödliche Geheimnisse (Fernsehfilm)
- 2017: Harter Brocken – Die Kronzeugin
- 2017: Tödliche Geheimnisse – Jagd in Kapstadt (Fernsehfilm)
- 2017–2020: Dark (Fernsehserie, 7 Folgen)
- 2017: Über die Grenze – Alles auf eine Karte (Fernsehreihe)
- 2018: Transit (Kinofilm)
- 2018: Red Sparrow (Kinofilm)
- 2018: Gladbeck (2) (Fernsehfilm)
- 2018: Marie Brand und der Duft des Todes (Fernsehreihe)
- 2018: Tatort: Mitgehangen (Fernsehreihe)
- 2018: Letzte Spur Berlin (Fernsehserie, Folge: Dämonen)
- 2018: Lotte Jäger und die Tote im Dorf (Fernsehfilm)
- 2018: Ballon (Kinofilm)
- 2018: Der Kriminalist (Fernsehserie, Folge: Pick-up-Artist)
- 2018: Wo kein Schatten fällt (Fernsehfilm)
- 2019: Stralsund: Schattenlinien (Fernsehreihe)
- 2019: Ein starkes Team: Erntedank (Fernsehreihe)
- 2019: Little Joe – Glück ist ein Geschäft
- 2019: Was gewesen wäre
- 2019: Unschuldig (Fernsehfilm)
- 2019: Dennstein & Schwarz – Pro bono, was sonst! (Fernsehfilm)
- 2020: Das Boot (Fernsehserie)
- 2021: Der Masuren-Krimi (Fernsehreihe, Folge Fryderyks Erbe)
- 2021: Der Masuren-Krimi (Fernsehreihe, Folge Fangschuss)
- 2021: Legal Affairs
- 2021: Freaks Out (Kinofilm)
- 2022: Im Westen nichts Neues
- 2022: Totenfrau (Fernsehserie)
- 2023: Brujería
- 2023: Der Masuren-Krimi (Fernsehreihe, Folge Marzanna, Göttin des Todes)
- 2023: Der Masuren-Krimi (Fernsehreihe, Folge Freund oder Feind)
- 2023: Tatort: Nichts als die Wahrheit
- 2024: Der Masuren-Krimi (Fernsehreihe, Folge Blutgeld)
- 2024: Der Masuren-Krimi (Fernsehreihe, Folge Die verlorene Tochter)
- 2024: Wendland: Stiller und der rote Faden
- 2025: Tatort: Restschuld
- 2025: Der Masuren-Krimi (Fernsehreihe, Folge Mord in Galindien)